# محفورة القرن
محفورة القرن (الاسم العلمي: Cameroceras)، وهو جنس منقرض من رأسيات القدم مستقيمة الصدف. عاشت في العصر الأوردوفيشي وكان أول ظهور لها في الأوردوفيشي الأوسط قبل تقريبا 470 مليون سنة.